# Charles F. X. O’Brien

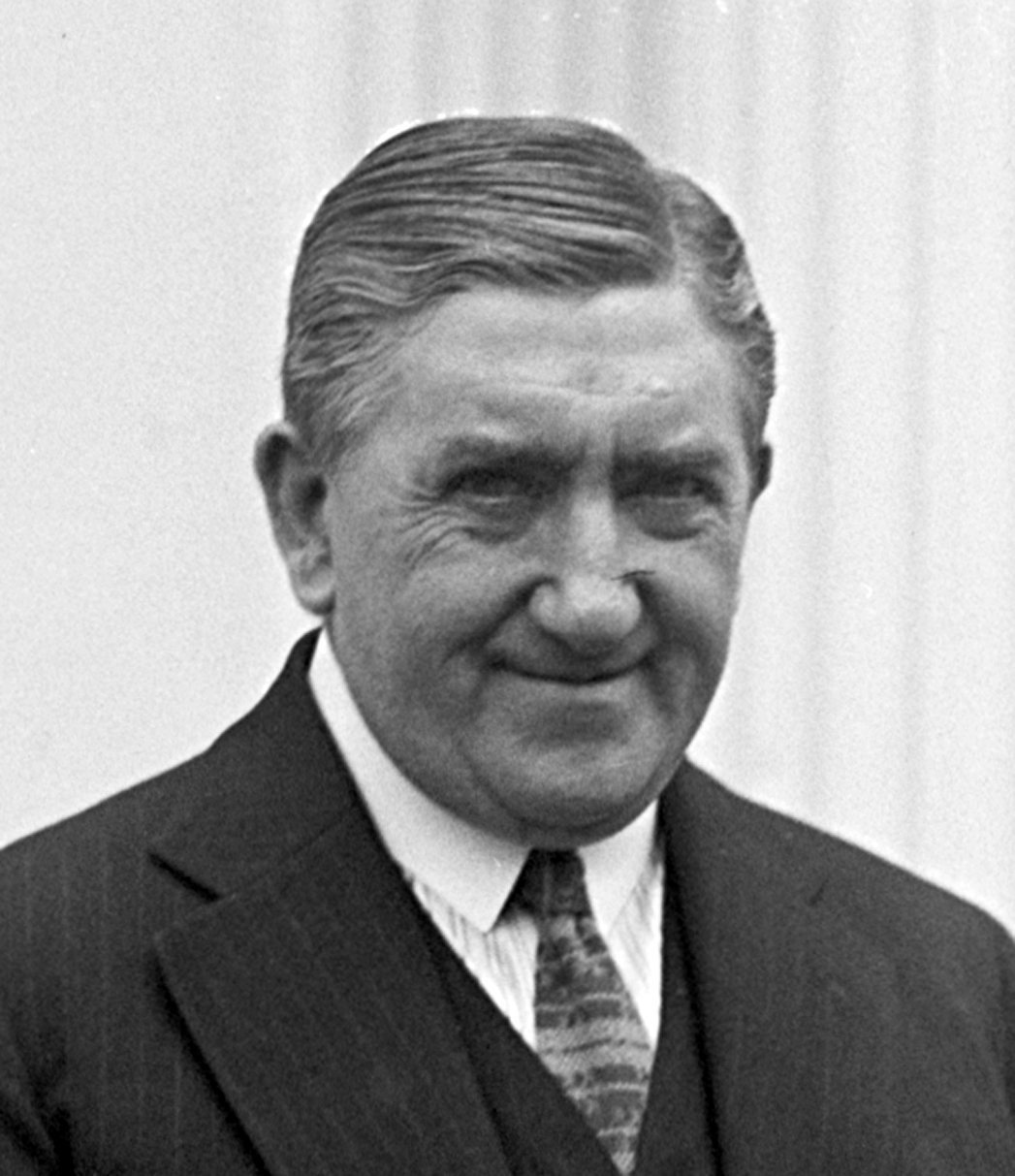
Charles F. X. O’Brien (1924)

Charles Francis Xavier O’Brien (* 7. März 1879 in Jersey City, New Jersey; † 14. November 1940 ebenda) war ein US-amerikanischer Politiker. Zwischen 1921 und 1925 vertrat er den Bundesstaat New Jersey im US-Repräsentantenhaus.

## Werdegang
Charles O’Brien besuchte die öffentlichen Schulen seiner Heimat sowie die St. Aloysius Academy und das Saint Peter’s College. Danach studierte er an der Fordham University in New York City. Nach einem anschließenden Jurastudium an der New York Law School und seiner Zulassung als Rechtsanwalt begann er in Jersey City in diesem Beruf zu arbeiten. Außerdem wurde er Richter an einem Kriminalgericht. Zwischen 1917 und 1921 war O’Brien Sicherheitsbeauftragter (Director of Public Safety) der Stadt Jersey City.
Politisch war er Mitglied der Demokratischen Partei, deren Democratic National Convention er im Jahr 1920 als Delegierter besuchte. Bei den Kongresswahlen desselben Jahres wurde O’Brien im zwölften Wahlbezirk von New Jersey in das US-Repräsentantenhaus in Washington, D.C. gewählt, wo er am 4. März 1921 die Nachfolge von James A. Hamill antrat. Nach einer Wiederwahl konnte er bis zum 3. März 1925 zwei Legislaturperioden im Kongress absolvieren. Im Jahr 1924 verzichtete er auf eine weitere Kandidatur. Zwischen 1926 und 1936 arbeitete O’Brien als Registrar of Records bei der Verwaltung des Hudson County. Danach war er bis zu seinem Tod am 14. November 1940 in der Rechtsabteilung der Stadtverwaltung von Jersey City beschäftigt.